# Challenger de Perugia
El Internazionali di Tennis Città di Perúgia (anteriormente conocida como Blu Panorama Airlines Tennis Cup también como Blu-Express.com Tennis Cup) es un torneo de tenis celebrado en Perugia, Italia desde 2015. El evento es parte de la ATP Challenger Tour y se juega en pistas de tierra batida al aire libre.

## Resultados

### Individuales
| Año  | Campeón                 | Finalista               | Resultado        |
| ---- | ----------------------- | ----------------------- | ---------------- |
| 2024 | Luciano Darderi         | Sumit Nagal             | 6–1, 6–2         |
| 2023 | Fábián Marozsán         | Edoardo Lavagno         | 6–2, 6–3         |
| 2022 | Jaume Munar             | Tomás Martín Etcheverry | 6–3, 4–6, 6–1    |
| 2021 | Tomás Martín Etcheverry | Vitaliy Sachko          | 7–5, 6–2         |
| 2020 | No celebrado            | No celebrado            | No celebrado     |
| 2019 | Federico Delbonis       | Guillermo García López  | 6–0, 1–6, 7–6(5) |
| 2018 | Ulises Blanch           | Gianluigi Quinzi        | 7–5, 6–2         |
| 2017 | Laslo Djere             | Daniel Muñoz de la Nava | 7–6(2), 6–4      |
| 2016 | Nicolás Kicker          | Blaž Rola               | 2–6, 6–3, 6–0    |
| 2015 | Pablo Carreño Busta     | Matteo Viola            | 6–2, 6–2         |

### Dobles
| Año  | Campeones                                 | Finalistas                            | Resultado        |
| ---- | ----------------------------------------- | ------------------------------------- | ---------------- |
| 2024 | Guido Andreozzi Miguel Ángel Reyes-Varela | Sriram Balaji Andre Begemann          | 6–4, 7–5         |
| 2023 | Boris Arias Federico Zeballos             | Luciano Darderi Juan Pablo Paz        | 7–6(3), 7–6(6)   |
| 2022 | Sadio Doumbia Fabien Reboul               | Marco Bortolotti Sergio Martos Gornés | 6–2, 6–4         |
| 2021 | Vitaliy Sachko Dominic Stricker           | Tomás Martín Etcheverry Renzo Olivo   | 6–3, 5–7, [10–8] |
| 2020 | No celebrado                              | No celebrado                          | No celebrado     |
| 2019 | Tomislav Brkić Ante Pavić                 | Rogério Dutra Silva Szymon Walków     | 6–4, 6–3         |
| 2018 | Daniele Bracciali Matteo Donati           | Tomislav Brkić Ante Pavić             | 6–3, 3–6, [10–7] |
| 2017 | Salvatore Caruso Jonathan Eysseric        | Nicolás Kicker Fabrício Neis          | 6–3, 6–3         |
| 2016 | Rogério Dutra Silva Andrés Molteni        | Nicolás Barrientos Fabrício Neis      | 7–5, 6–3         |
| 2015 | Andrea Collarini Andrés Molteni           | James Cerretani Costin Pavăl          | 6–3, 7–5         |